# Śródmieście (Olsztyn)

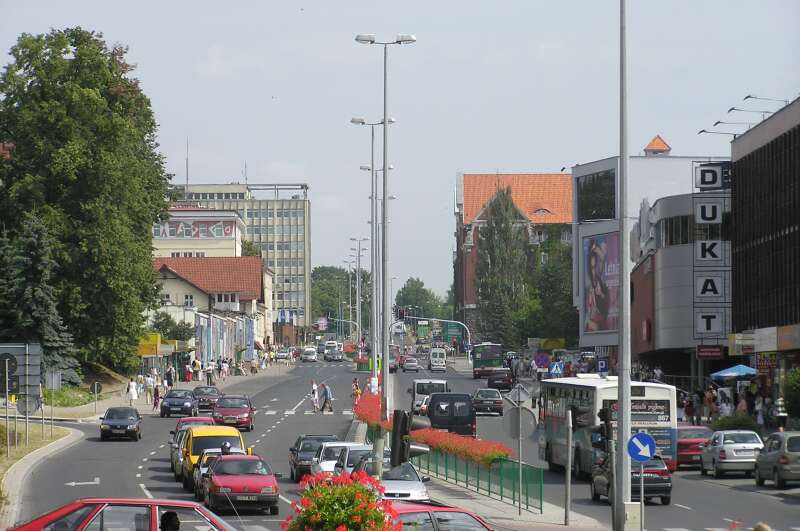
Śródmieście-Aleja Piłsudskiego

Śródmieście – osiedle (jednostka pomocnicza gminy), będące częścią oficjalnego podziału administracyjnego Olsztyna. Osiedlu Śródmieście administracyjnie podlega Stare Miasto.

## Granice osiedla
- Od północy: granica przebiega wzdłuż torów kolejowych (od rzeki Łyny do 1 Maja) i graniczy z południową stroną osiedla Wojska Polskiego.
- Od wschodu: granica przebiega w kierunku południowym od linii kolejowej ul. 1 Maja do ul. Partyzantów, dalej ul. Partyzantów do ul. Jerzego Lanca, dalej ul. Jerzego Lanca do ul. A. Mickiewicza, dalej ul. Adama Mickiewicza do ul. Mikołaja Kopernika, następnie ul. Mikołaja Kopernika do al. Marszałka J. Piłsudskiego, przecina ją i dalej przebiega ul. Emilii Plater do ul. 22 Stycznia, a następnie biegnie w kierunku południowym do rzeki Łyny i graniczy z zachodnią stroną osiedla Kościuszki.
- Od zachodu: granica przebiega w kierunku północnym po rzece Łynie i graniczy ze wschodnią stroną osiedla Grunwaldzkiego.
- Od południa: granica przebiega w kierunku zachodnim po rzece Łynie i graniczy z północną stroną osiedla Podgrodzie.

## Sieć drogowa i komunikacja
- Komunikacja miejska

Przez teren osiedla przebiegają trasy 18 linii dziennych oraz dwóch nocnych: 101, 103, 105, 106, 107, 109, 110, 111, 113, 116, 117, 120, 128, 136, 304, 309 oraz N01 i N02. Poza autobusami MPK w Śródmieściu kursują również busy BIS oraz inni prywatni przewoźnicy.

## Edukacja
Na terenie osiedla znajdują się:
- Zespół Szkół Ogólnokształcących nr 1 (II Liceum Ogólnokształcące im. Konstantego Ildefonsa Gałczyńskiego i Gimnazjum nr 2),
- I Liceum Ogólnokształcące im. Adama Mickiewicza,
- Liceum Ogólnokształcące „OSKAR” dla Młodzieży (niepubliczne),
- Niepubliczne Przedszkole „PATRYK”
- Przedszkole Miejskie Nr 4 im. Pluszowego Misia,
- Przedszkole Miejskie Nr 6,
- Katolickie Gimnazjum i Liceum Ogólnokształcące im. Świętej Rodziny.